# 蓬塔尔
蓬塔尔是巴西圣保罗州的一个市镇。总面积355.262平方公里，总人口39272人，人口密度110.5人/平方公里。